# 弥勒三部経
「弥勒三部経」（みろくさんぶきょう）とは、大乗仏教の弥勒菩薩に関する三つの経典の総称である。

## 概要

### 三部経
弥勒三部経を構成する経典は以下の三つ。
- 『弥勒大成仏経』 鳩摩羅什訳
- 『弥勒下生経』 竺法護訳
- 『観弥勒菩薩上生兜率天経』 沮渠京声訳

### 六部経
ここに更に、以下の三つを加えて｢弥勒六部経」、あるいは「弥勒経」と総称することもある。
- 『弥勒下生成仏経』 鳩摩羅什訳
- 『弥勒下生成仏経』 義浄訳
- 『弥勒来時経』 訳者不詳

なお、これらは大正新脩大蔵経では、「経集部」に収録されている。